# Punto di scorrimento
Il punto di scorrimento (o pour point) è la temperatura minima alla quale l'olio lubrificante è fluido. È un indice qualitativo della temperatura più bassa a cui l'olio è utilizzabile. Al di sotto del punto di scorrimento l'olio passa dalla fase liquida a quella semisolida e perde scorrevolezza poiché iniziano ad aggregarsi i piccoli cristalli di cera in esso sospesi. 

È specificato anche in alcuni tipi di grassi lubrificanti la cui composizione li accomuna in verità alla categoria degli oli densi piuttosto che a quella dei grassi propriamente detti.